# Керчикский
Керчикский — посёлок в Усть-Донецком районе Ростовской области.
Входит в состав Мелиховского сельского поселения.

## География

### Улицы
| - ул. Виноградная, - ул. Ленина, - ул. Лесная, - ул. Мелиховская, | - ул. Мичурина, - ул. Молодёжная, - ул. Набережная, - ул. Северная, | - ул. Спортивная, - ул. Степная, - ул. Школьная. |

## Население
| 2010 |
| ---- |
| 796  |